# Elihu B. Washburne
Elihu Benjamin Washburne (Livermore, 23 settembre 1816 – Chicago, 23 ottobre 1887) è stato un politico statunitense.

## Biografia
Fu il venticinquesimo segretario di Stato degli Stati Uniti d'America durante la presidenza di Ulysses S. Grant (18º presidente) nel 1869. Successivamente svolse le funzioni di Ministro plenipotenziario degli Stati Uniti in Francia dal 1869 al 1877.
Candidato alla presidenza degli Stati Uniti nel 1880 venne sconfitto da Chester Arthur (poi 21º presidente degli USA) scelto come candidato alla vice-presidenza di James A. Garfield.
La sua numerosa famiglia (aveva 7 fratelli) ebbero tutti ruoli importanti nella politica fra cui Cadwallader C. Washburn, William D. Washburn e Israel Washburn Junior. Anche suo figlio, Hempstead Washburne entrò in politica diventando sindaco di Chicago dal 1891 al 1893.